# دانشگاه ماساریک
دانشگاه ماساریک دومین دانشگاه بزرگ و مهم جمهوری چک و عضوی از گروه کامپوستلا و شبکه اوترخت است. از لحاظ قدمت تاریخی، این مؤسسه سومین دانشگاه جمهوری چک است که بعد از دانشگاه‌های چارلز و پالاچکی در سال ۱۹۱۹ میلادی تأسیس شد. در حال حاضر دارای ۹ دانشکده و ۳۵۱۱۱ دانشجو می‌باشد. نام این دانشگاه برگرفته از نام اولین رئیس جمهور چکسلواکی مستقل توماش مازاریک است.
در سال ۱۹۶۰ به افتخار زیست‌شناس مشهور اهل جمهوری چک این دانشگاه ژان اوانگلیستا پورکین نامیده شد، ولی در سال ۱۹۹۰ بعد از انقلاب ولوت به نام اصلی خود یعنی، دانشگاه ماساریک تغییر نام داد. از سال ۱۹۲۲ تعداد ۱۹۱۰۰۰ دانشجو از این دانشگاه فارغ‌التحصیل شده‌اند.

## تاریخچه
دانشگاه ماساریک در تاریخ ۲۸ ژانویه ۱۹۱۹ با ترکیب چهار دانشکده حقوق، پزشکی، علوم و هنر تأسیس شد. تأسیس سومین دانشگاه چکی تنها بعد از مقاومت شورای شهر تحت کنترل آلمان در برابر سلطنت اتریش-مجارستان میسر شد، چرا که آنها نگران انتقال قدرت به شهروندان شهر برنو بودند. برنو در آن زمان یک شهر دو زبانی یود و این یک امتیاز قابل توجه برای تأسیس یک دانشگاه در این شهر بود که از سال ۱۹۰۵ بر سر زبان‌ها افتاد.

## آموزش
بر پایه اطلاعات سال ۲۰۱۴، دانشگاه ماساریک دارای بیش از ۳۵٬۰۰۰ دانشجو و بیش از ۲٬۲۰۰ هیئت علمی است. این دانشگاه در بیش از ۴۰ دوره لیسانس، ۵۰ دوره فوق لیسانس و ۵۰ دوره دکتری فعالیت دارد که بعضی از آنها به زبان انگلیسی، آلمانی یا ترکیبی از هر دو زبان ارائه می‌شوند. بخش بین‌الملل این دانشگاه در تسهیل نقل و انتقال دانشجویان نقش مهمی ایفا می‌کند. تنها در سال تحصیلی ۱۳–۲۰۱۲ دانشگاه ماساریک پذیرای بیش از ۱۰۰۰ دانشجو از سرتاسر جهان بوده است. در سال ۲۰۰۷ موزه مندل در این دانشگاه تأسیس شد که امروزه تبدیل به مکانی برای تعمیم و گسترش علم بین آحاد جامعه شده است.

## تحقیق
دانشگاه ماساریک به همراه سایر موسسات آموزشی شهر برنو عضو بنیاد تکنولوژی اروپای مرکزی است. این دانشگاه دارای چندین مرکز پژوهشی و تحقیقاتی می‌باشد که از آن جمله می‌توان به ایستگاه قطبی مندل، مرکز جراحی و دندان پزشکی ماساریک و بیمارستان دانشگاه ماساریک اشاره کرد. در سال ۲۰۰۵ در این مرکز علمی، اداره انتقال تکنولوژی با هدف تبدیل علم به صنعت و تکنولوژی تأسیس شد.